# Нур Таха
Нур Таха (3 жовтня 2005) — бахрейнська плавчиня.
Учасниця Олімпійських Ігор 2020 року, де в попередніх запливах на дистанції 50 метрів вільним стилем посіла 60-те місце і не потрапила до півфіналів.